# Лилу
Лилу/Лиллу/Лила е божество от месопотамския пантеон. Той е бог на слънцето. За него се смята, че „притеснява“ жените и девойките в сънищата им и има функцията на „оплодител“/инкуп.
Лилу е съпруг на Лилиту и баща на Гилгамеш (майка на Гилгамеш, обаче, не е Лилиту, а Нинсун)